# Magni Arge
Magni Arge (født 15. december 1959 i Tórshavn) er en færøsk erhvervsleder og politiker (T).

## Baggrund og karriere
Magni Arge er søn af radiodirektør Niels Juel Arge, bror til journalist og byrådspolitiker Jógvan Arge og onkel til forfatteren, musikeren og tidligere fodboldsspiler Uni Arge. Han holder en BA grad i samfundsfag fra Aarhus Universitet, exam.art. i færøsk og nordisk sprog og litteratur fra Fróðskaparsetur Føroya, og har endvidere taget tillægsuddannelsen i journalistik fra Danmarks Journalisthøjskole. Fra 2014 er han indskrevet ved Færøernes Universitet, hvor han tager dele af jurauddannelsen.
Magni Arge var fra tidlig ungdom aktiv i en række foreninger, som ungdomsforeningen Skansastova, Færingeforeningen i Árhus og studenterorganisationen ved Fróðskaparsetur Føroy. Han var også i en lang række år frem til 1996 tilknyttet Útvarp Føroya som radioreporter i tilknytning til sportsbegivenheder. Arge var administrerende direktør for Apple- og Canon-distributøren T-Mac 1990–1993, formand for Ferðaráð Føroya (Færøernes Turistråd) 1993–1996 og administrerende direktør for Atlantic Airways 1995–2013. Arge har været formand i  brancheforeningen Faroe Oil Industry Association siden 1993, bestyrelsesmedlem i Føroya Arbeiðsgevarafelag (Færøernes Arbejdsgiverforening) 1997–2014 og bestyrelsesformand i Lundin Software og Ocean Rainforest siden 2014.
Han blev kåret til "Årets leder" i Færøerne i 2005. Han er omtalt i Who's Who in the World og Kraks Blå Bog.
Arge har været italiensk konsul på Færøerne siden 2008.

## Politisk karriere
Arge stillede op til lagtingsvalget i 1988 for Tjóðveldi og var suppleant i Lagtinget for en kort periode. Han har været Tjóðveldis 1. vicerepræsentant til Folketinget siden 18. juni 2015, efter at han fik 1 082 personlige stemmer i folketingsvalget. Høgni Hoydal, som blev valgt i Folketinget for Tjóðveldi, meddelte før valget, at hvis han blev valgt, så ville han søge om orlov fra Folketinget kort tid efter valget, således at han kunne koncentrere sig fuldt om det forestående lagtingsvalg, som skulle afholdes senest den 28. oktober 2015. Tjóðveldi havde også besluttet, at deres mandater ikke skulle have dobbeltmandater i Lagtinget og i Folketinget, men at deres medlemmer godt kunne stille op til begge valg, de måtte derefter bare prioritere, om de ville sidde i Lagtinget eller i Folketinget, ikke begge steder. Arge vil møde for Hoydal, mens denne har orlov fra Folketinget fra juli 2015.
Ved lagtingsvalget 2015  1. September blev han valgt i Lagtinget for Tjóðveldi med 438 stemmer, hvilket var fjerdeflest for Tjóðveldi, men da partiet ikke accepterer dobbeltmandater, måtte han vælge mellem Folketing og Lagting, og valgte at søge orlov fra Lagtinget fra 21. september. Ingolf S. Olsen møder som hans suppleant fra 21. september 2015. Arge har planer om at skifte imellem Folketinget og Lagtinget, men har ikke afvist, at der kan forekomme overlap i et vist omfang.
5. juni 2019 var hans sidste dag i Folketinget.

## Grindefangst
I 2018 deltog Arge aktivt i Grindefangst i Hvalvík, hvor grindehvaler slagtes af deltagerne i bugten hvert år. Dette udløste skarp kritik i de sociale medier.[kilde mangler]